# Distretto di Candarave
Il distretto di Candarave è un distretto del Perù, facente parte della provincia di Candarave, nella regione di Tacna.